# Rubus dollnensis
Rubus dollnensis är en rosväxtart som beskrevs av Franz Joseph Spribille. Rubus dollnensis ingår i släktet rubusar, och familjen rosväxter. Inga underarter finns listade i Catalogue of Life.